# 李協雨
李 協雨（イ・ヒョブ、朝鮮語: 이협우、1921年または1923年 - 1987年8月11日）は、大韓民国の政治家。第2・3・4代韓国国会議員。本貫は慶州李氏。

## 経歴
慶北慶州内南面出身。1940年に大邱農林学校卒。満洲にしばらく行った後、1943年から1945年まで内南面農会技手・面書記を務めた。光復後は農林部穀物検査所検査員・慶州出張所検査員、慶州郡農業議員、大同青年団内南面団長、大韓青年団内南面五団副団長、内南面民保団長、自由党月城郡党委員長・組織副委員長、内南水利組合組合長、民主回復国民会議慶州支部常任代表委員を務めた。
1987年8月11日、慶北慶州の自宅アパートで老衰により死去。享年66。

## 不祥事
1949年から1950年までの朝鮮戦争の戦前・戦中に、右翼の準軍事団体の幹部として内南面で少なくとも169人、一説200人以上の良民を共産主義者として虐殺した希代の悪人であった。また、1958年の第4代総選挙の前にも月城甲選挙区内で野党候補に対して多数の登録妨害事件を起こし、不正選挙の疑いもあった。
1957年2月、内南面虐殺事件の遺族の海兵隊員は被害者の土地などをめぐり、李を相手に民事訴訟を起こしたが、李は国防部に圧力をかけた結果、被害者遺族は告訴を取り下げた。しかし、四月革命以降の1960年6月16日、遺族75人は李およびその弟を殺人、放火、強盗などの容疑で大邱地方検察庁に告発した。検事の調査の結果、李は76人を殺害した容疑で起訴された。1961年3月6日、一審で死刑を宣告されたが、5・16軍事クーデターが起きると風向きも変わり、二審で無罪を宣告され、1962年6月28日、大法院により無罪が確定された。その後も別の9人を殺害した容疑でまた裁判にかけられたが、こちらも無罪を宣告されたため、李は1963年5月15日に自由となった。なお、朴正煕時代に李を告訴した遺族会は北朝鮮への利敵行為を行ったとして、幹部数人はスパイの疑いで有罪判決を受けた。2010年にようやく無罪を宣告された。

## エピソード
大邱農高時代の1937年・38年に朝鮮神宮奉賛体育大会の卓球日本式男子中等選手権大会や全朝鮮学生卓球大会に参加した。
前述の理由から選挙区の月城郡は「李協雨王国」と呼ばれたこともあるが、国会議員時代に院内活動は乱闘以外に特にしなかった。
1963年の第6代総選挙では民主共和党から出馬した。